# Кольчуг
Кольчуг — село в Чердынском районе Пермского края. Входит в состав Покчинского сельского поселения.

## География

### Географическое положение
Расположено на берегу озера Кольчугское, примерно в 25 км к юго-западу от центра поселения, села Покча, и в 19 км к западу от районного центра, города Чердынь.

## Уличная сеть
7 улиц:
- Зелёная ул.
- Молодёжная ул.
- Набережная ул.
- Полевая ул.
- Почтовая ул.
- Трактовая ул.
- Центральная ул.

## Население
| 2010 |
| ---- |
| 223  |

## Известные уроженцы, жители
- Копытов, Николай Сергеевич (род. 1988) — старший прапорщик Вооружённых сил Российской Федерации. Герой России (2015).

## Инфраструктура
Личное подсобное хозяйство с зоной сельскохозяйственного использования, индивидуальная застройка усадебного типа.

## Транспорт
Автобусное сообщение с райцентром. Остановка общественного транспорта «Кольчуг» при въезде в село.

## Топографические карты
- Лист карты P-40-125,126 Чердынь. Масштаб: 1 : 100 000. Указать дату выпуска/состояния местности.